# Баранов, Владимир Лукич
Владимир Лукич Баранов (1936—2011) — советский военный деятель и педагог, кандидат военных наук, генерал-майор. Начальник штаба и первый заместитель командующего 33-й гвардейской ракетной армии (1981—1986).  Начальник кафедры оперативного искусства Военной академии имени Ф. Э. Дзержинского (1986—1992).

## Биография
Родился 14 сентября 1936 года в городе Орше Белорусской ССР.
С 1954 по 1959 год обучался в Рижском военном авиационном радиотехническом училище.  С 1959 года служил в составе Ракетных войск стратегического назначения СССР. С 1959 по 1970 год служил на различных командно-штабных должностях, в том числе командиром ракетного отделения, заместитель командира и командир стартовой и технической артиллерийской батареи.
С 1966 по 1971 год обучался на заочном отделении Пятигорского государственного института иностранных языков. С 1970 по 1972 год — начальник штаба 178-го ракетного полка. С 1972 по 1974 год — командир 431-го гвардейского ракетного полка в составе 50-й ракетной дивизии. С 1974 по 1976 год — начальник штаба — заместитель командира и с 1976 по 1981 год — командир 37-й гвардейской ракетной дивизии, в составе 43-й ракетной армии. В частях дивизии под руководством В. Л. Баранова состояли пусковые ракетные установки с межконтинентальной баллистической ракетой «Р-12». В 1977 году Постановлением СМ СССР ему было присвоено воинское звание генерал-майор.
С 1977 по 1980 год обучался в Военной академии имени Ф. Э. Дзержинского, которую окончил с золотой медалью. С 1981 по 1986 год — начальник штаба — первый заместитель командующего и член Военного совета 33-й гвардейской ракетной армии, в состав соединений армии входили стратегические ракетные комплексы с тяжёлой двухступенчатой жидкостной ампулизированной межконтинентальной баллистической ракетой Р-36М2. 
С 1986 по 2006 год на научно-педагогической работе в Военной академии имени Ф. Э. Дзержинского — Военной академии РВСН имени Петра Великого: с 1996 по 1992 год — начальник кафедры оперативного искусства, с 1991 по 2006 год — доцент этой кафедры. В 1989 году В. Л. Баранов защитил диссертацию на соискание учёной степени кандидат военных наук по теме связанной с применением в Ракетных войсках стратегического назначения  аэростатных летательных аппаратов. В. Л. Баранов являлся автором более семидесяти научных работ, в том числе «Повышение боевых возможностей группировки Ракетных войсках стратегического назначения на основе применения перспективных аэростатических летательных аппаратов» и «Общие основы советского оперативного искусства» (1988) и «Сдерживание» (1995).
С 2006 года в запасе.
Скончался 2 мая 2011 года в Москве, похоронен на Троекуровском кладбище., участок 22.

## Награды
- Орден «За службу Родине в Вооружённых Силах СССР» II и III степени[1]